# Марія Клевська
Марі́я Кле́вська, графиня де Бофор (фр. Maria di Clèves, 1553 — 30 жовтня 1574, Париж, Французьке королівство) — перша дружина другого принца Конде. За деякими відомостями, з нею мав намір одружитися король Генріх III.

## Життєпис
Марія була молодшою дочкою Франциска Клевського, герцога Неверського, і Маргарити де Бурбон, сестри Антуана де Бурбона, герцога де Вандома. Генріх Наваррський і принц Конде доводилися їй, таким чином, двоюрідними братами. Старші її сестри, Генрієтта і Катерина, були одружені з Лодовіко Гонзагою і Генріхом де Гізом, відповідно.

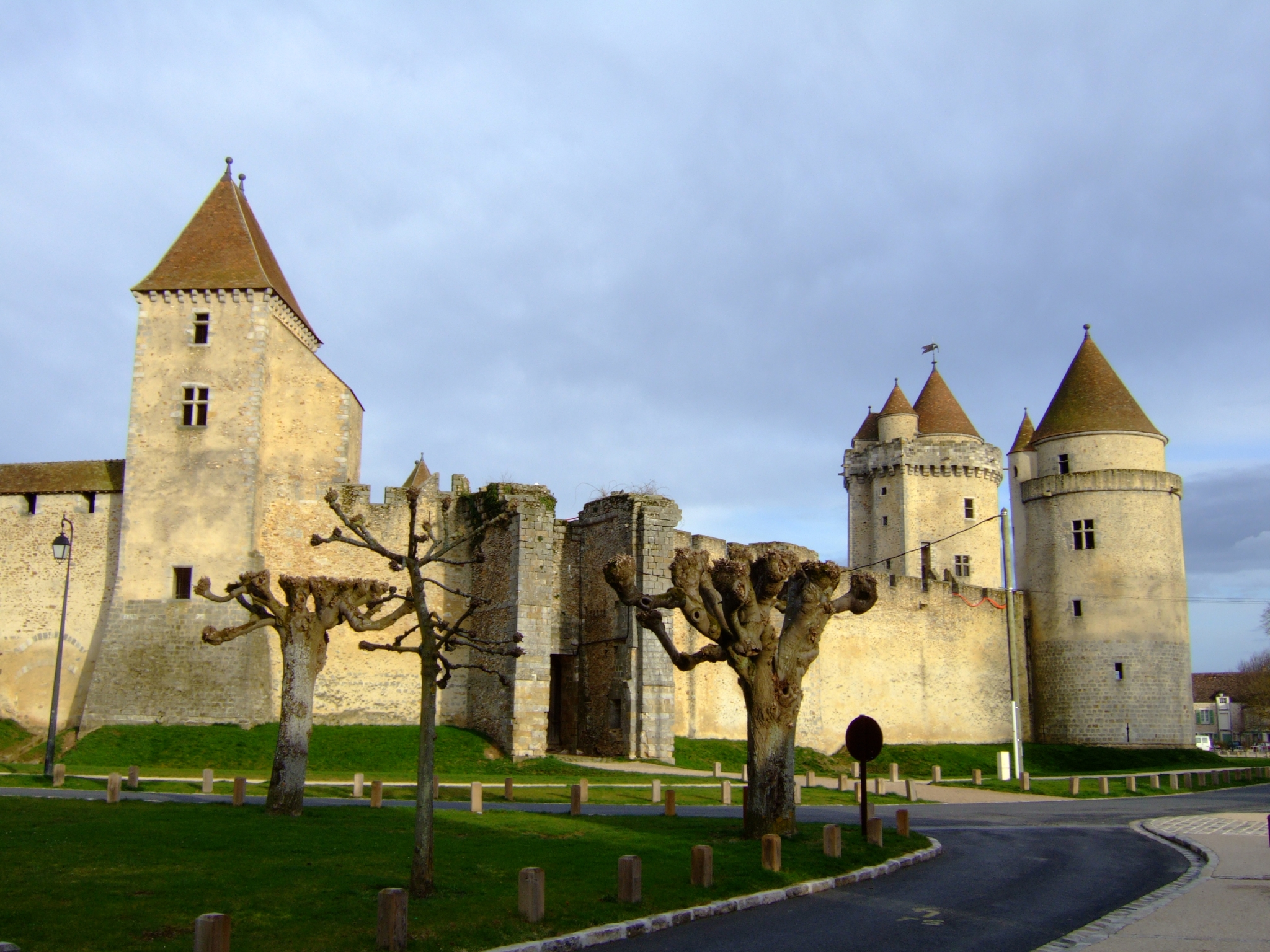
Замок Бланді, де Марія вінчалася з принцом Конде

По смерті батька в дев'ять років Марію виховувала тітка, королева Жанна Наваррська, в дусі кальвінізму. Навесні 1572 року її представлено до королівського двору, де вона вперше зустріла своїх старших сестер. Марія, відома красою (Брантом називав принцесу Конде та її сестер «трьома граціями»), привернула увагу молодого Генріха, герцога Анжуйського, майбутнього короля Франції.
Тим часом родичі призначили в чоловіки Марії її двоюрідного брата, Генріха де Бурбона, принца де Конде. Шлюбна церемонія за кальвіністським обрядом відбулася 10 серпня 1572 року у замку Бланді. Після Варфоломіївської ночі подружжя мусило прийняти католицтво і повторити церемонію одруження вже за католицьким обрядом. Коли принц Конде навесні 1574 року втік із Парижа до Німеччини, де знову прийняв протестантизм, Марія залишилася при дворі.
Повернувшись із Польщі і вступивши на престол, Генріх III сподівався розірвати шлюб Марії з принцом Конде і одружитися з нею. Однак незабаром Марія померла від післяпологових ускладнень. Оскільки прихильність короля до Марії не була ні для кого секретом, ніхто не насмілювався повідомити йому про смерть принцеси. Записку з повідомленням поклали в пачку щоденної кореспонденції короля. Прочитавши її, Генріх знепритомнів, і його приводили до тями чверть години. Після тижня істерик, король впав у меланхолію, одягався в траур, усамітнювався в каплиці по кілька разів на день і часто здійснював паломництва.

## Діти
- Катерина (1574—1595), Маркіза д'Іль